# フランチシェック・ジェニーシェック
フランチシェック・ジェニーシェック（František Ženíšek、1849年5月25日 - 1916年11月15日）はチェコの画家である。プラハの国民劇場の建設・装飾に関わった「国民劇場世代(Generace Národního divadla)」の芸術家の一人である。

## 経歴
プラハのビジネスマンの家に生まれた。プラハでカレル・ヤヴーレク(Karel Javůrek)に学び、1863年から1865年までプラハの美術アカデミーでエドゥアルト・フォン・エンゲルトに学んだ。ウィーンの工芸学校（Kunstgewerbeschule:後のウィーン応用美術大学）でラウフベルガー（Ferdinand Laufberger）にも学んだ。ウィーン国立歌劇場の装飾画を描いたエンゲルトの助手を務めた。プラハに戻った後、1875年にベルギーのコルトレイクの市庁舎の壁画を描き、パリでも働いた。
1879年に建設が進んでいたプラハの国民劇場の装飾画を描く画家にミコラーシュ・アレシュとともに選ばれ、壁画を描いた。この時代のチェコの愛国的な機運の中で活動した芸術家たちは「国民劇場世代(Generace Národního divadla)」と呼ばれることになり、その中にはミコラーシュ・アレシュ、ヨゼフ・ヴァーツラフ・ミスルベク(Josef Václav Myslbek)、ヴォイチェフ・ヒナイス、ヴァーツラフ・ブロジーク、ヨゼフ・トゥルカ(Josef Tulka)、ユリウス・マジャーク、アドルフ・リープシャーといった芸術家がいる。
1880年代からチェコで人気の画家になり多くの肖像画も描いた。
1885年に新設されたプラハ美術・建築学校(後のプラハ工芸美術大学:Vysoká škola uměleckoprůmyslová v Praze）の教授となり、1896年からプラハの美術アカデミーの教授を務めた。ジェニーシェックが教えた学生にはJaroslav ŠpillarやJan Preislerがいる。

## 作品

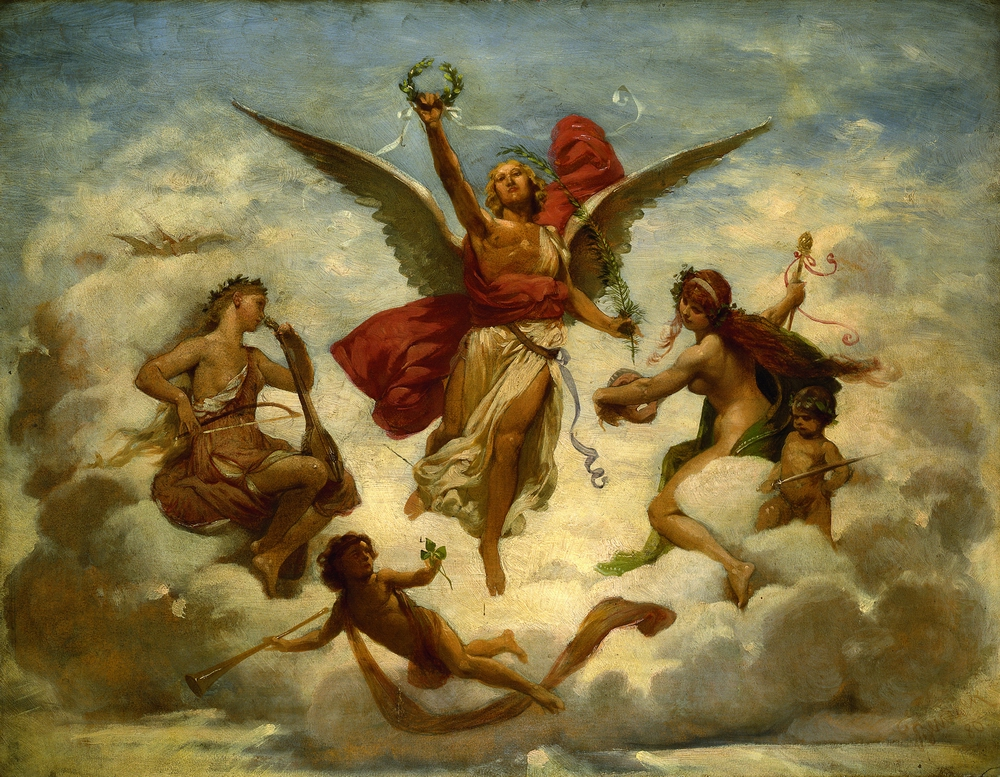
国民劇場の緞帳のデザイン
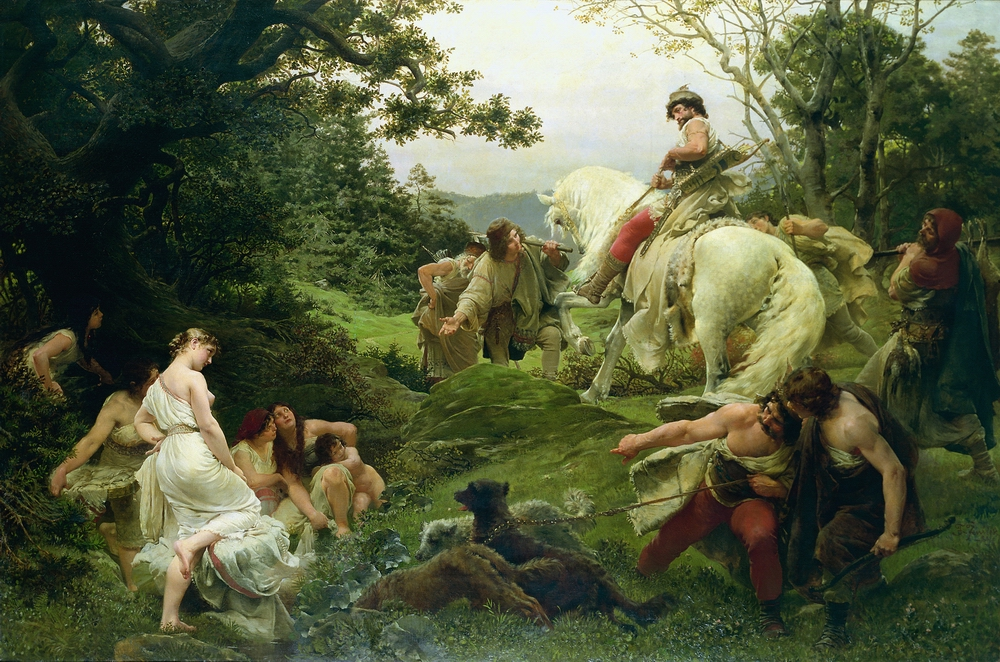
ボヘミア王オルドジフと王妃ボジェナ
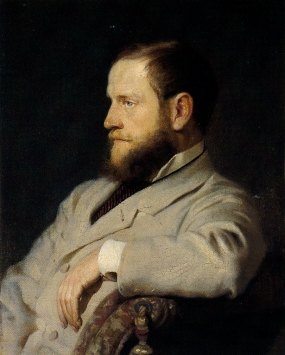
Josef Šebestián Daubek（パトロン）の肖像画

## 関連図書
- František Xaver Jiřík, František Ženíšek, Jednota Umělců Výtvarných, 1906
- Prokop Toman, Profesor František Ženíšek (exhibition catalog), Jednota umělců výtvarných, 1938
- Naděžda Blažíčková-Horová, František Ženíšek (1849 - 1916), Národní galerie, 2005 ISBN 80-7035-315-5,